# Polski Cmentarz Wojenny w Grainville-Langannerie
Polski Cmentarz Wojenny w Grainville-Langannerie – jedyny polski cmentarz wojenny z okresu II wojny światowej na terenie Francji, położony w pobliżu miejscowości Grainville-Langannerie w Normandii, ok. 17 km na południe od Caen. Pochowano na nim 696 polskich żołnierzy, głównie z 1 Dywizji Pancernej. Jest jednym z siedmiu cmentarzy we Francji, którymi opiekuje się bezpośrednio państwo francuskie.

## Historia
Na cmentarzu znajduje się 696 grobów, z czego 86 jest pustych. Są oznaczone tabliczką „In Memoriam”. Pochowano tutaj żołnierzy 1 Dywizji Pancernej gen. dyw. Stanisława Maczka. Większość z nich poległo w toku kampanii normandzkiej podczas operacji Totalize i bitwy pod Falaise w sierpniu 1944 roku. Pozostałe 81 grobów należy głównie do przeniesionych z innych cmentarzy żołnierzy Polskich Sił Zbrojnych na Zachodzie, szczególnie lotników, którzy zginęli w innych częściach Francji, w tym kilku z kampanii 1940 roku.

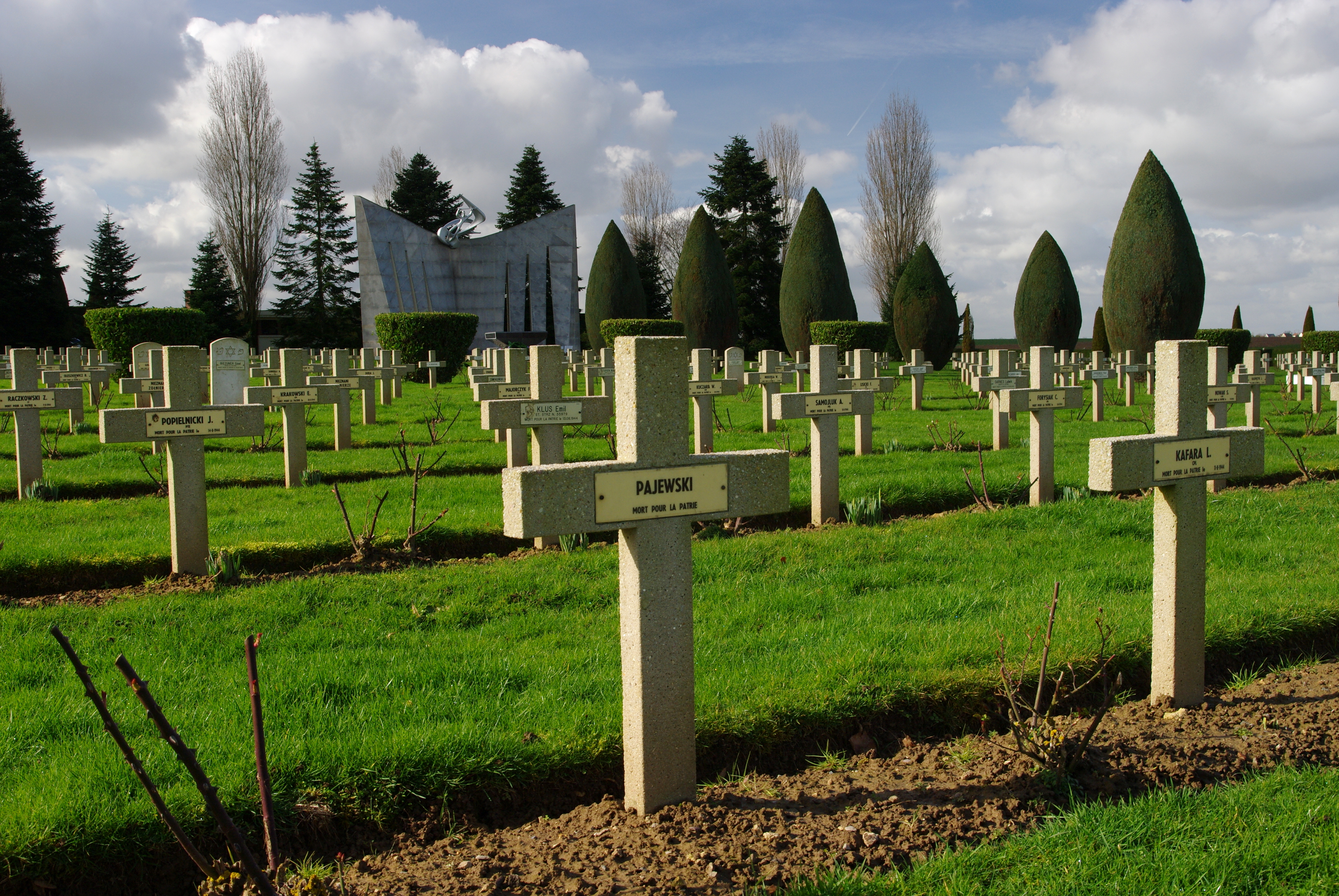
Groby na Polskim Cmentarzu Wojennym w Grainville-Langannerie

Cmentarz został otwarty w październiku 1946 roku. W centralnym miejscu nekropolii znajduje się duży pomnik w kształcie litery V (odsłonięty w sierpniu 1954 roku), na szczycie którego umieszczono dużą, stylizowaną rzeźbę polskiego orła z aluminium. Rzeźba została zaprojektowana przez Charlesa Gianferrari i Jacquesa Bertoux. Na wielu grobach pozostawiono drobne pamiątki, w tym znaczną liczbę różańców.
Na bramach wejściowych widnieją insygnia polskiej 1 Dywizji Pancernej, nakrycie głowy polskiej husarii. Z tyłu znajduje się też mały budynek, w którym przechowuje się rejestr grobów.